# Itzhak Bars
Itzhak Bars (* 31. August 1943 in Izmir) ist ein US-amerikanischer theoretischer Physiker.
Itzhak Bars studierte am Robert College in Istanbul mit dem Bachelor-Abschluss 1967 sowie an der Yale University mit dem Master-Abschluss 1969 und der Promotion bei Feza Gürsey 1971. Als Postdoktorand war er an der University of California, Berkeley. 1973 wurde er Assistant Professor an der Stanford University, 1975 Assistant Professor und später Associate Professor in Yale sowie ab 1983 Professor an der University of Southern California (USC). Von 1999 bis 2003 war er Direktor des Center for Theoretical Physics von Caltech und USC.
Er befasst sich mit Symmetrien in der Elementarteilchenphysik, mit Modellen zusammengesetzter Quarks und Leptonen, GUTs, Supersymmetrie (auch in der Kernphysik), Supergruppen, Nichtkommutativer Geometrie, Twistoren, Superstrings und Brane-Theorien, Stringfeldtheorie, Kosmologie und Physik mit zwei Zeitdimensionen und vier und mehr Raumdimensionen. Bars bezeichnet speziell die Erweiterung auf 4 Raum- und 2 Zeitdimensionen, also sowohl einer zusätzlichen Zeit- als auch einer zusätzlichen Raumdimension, als 2T-Physik, mit möglichen weiteren kompaktifizierten Dimensionen. Die 4+2 Dimensionen sind nicht klein wie in Kaluza-Klein-Theorien. Die Theorien haben zusätzliche Eichsymmetrien (Sp(2,{\displaystyle \mathbb {R} }), die symplektische Gruppe in 2 Dimensionen, sie vertauscht Energie-Impuls und Zeit-Ort) und können durch Eichfixierung wieder auf Theorien in 3+1 Dimensionen reduziert werden, was allerdings nicht eindeutig ist. Bars konnte zeigen, dass das Standardmodell in 4+2 Dimensionen auf diese Weise einem emergenten Standardmodell 3+1 Dimensionen entspricht, das dasselbe Teilchenspektrum wie das übliche Standardmodell hat. Durch die zusätzlichen Symmetrien in den beiden Zusatzdimensionen folgen aber auch über das Standardmodell hinausgehende Eigenschaften, zum Beispiel wird das starke CP-Problem der Quantenchromodynamik gelöst, ohne dass es erforderlich wäre, die Peccei-Quinn-Symmetrie und Axionen einzuführen. Bars behandelte auch supersymmetrische Feldtheorien und M-Theorie, die im Rahmen der 2T-Physik durch 11 Raum- und 2 Zeitdimensionen (statt wie üblich durch 10 Raum- und eine Zeitdimension) beschrieben würde.
Bars trug auch dazu bei, die Beiträge der schwachen Wechselwirkung zum anomalen magnetischen Moment des Myons (dessen Messung ist eines der Präzisionsexperimente zur Quantenelektrodynamik) zu berechnen.
1979 und 1990 war er Gast am Institute for Advanced Study und 1978 in Harvard und im selben Jahr Junior Faculty Fellow in Yale. Von 1976 bis 1980 war er Sloan Research Fellow. 1986 war er am Center for Theoretical Physics der University of California, Santa Barbara.
1988 erhielt er den ersten Preis der Gravity Research Foundation. Er ist Fellow der American Physical Society.
Er ist US-amerikanischer Staatsbürger.

## Schriften
- mit John Terning: Extra dimensions in space and time, Springer 2010
- Herausgeber mit Alan Chodos, Chia-Hsiung Tze: Symmetries in Particle Physics, Springer 1984